# Буньїп

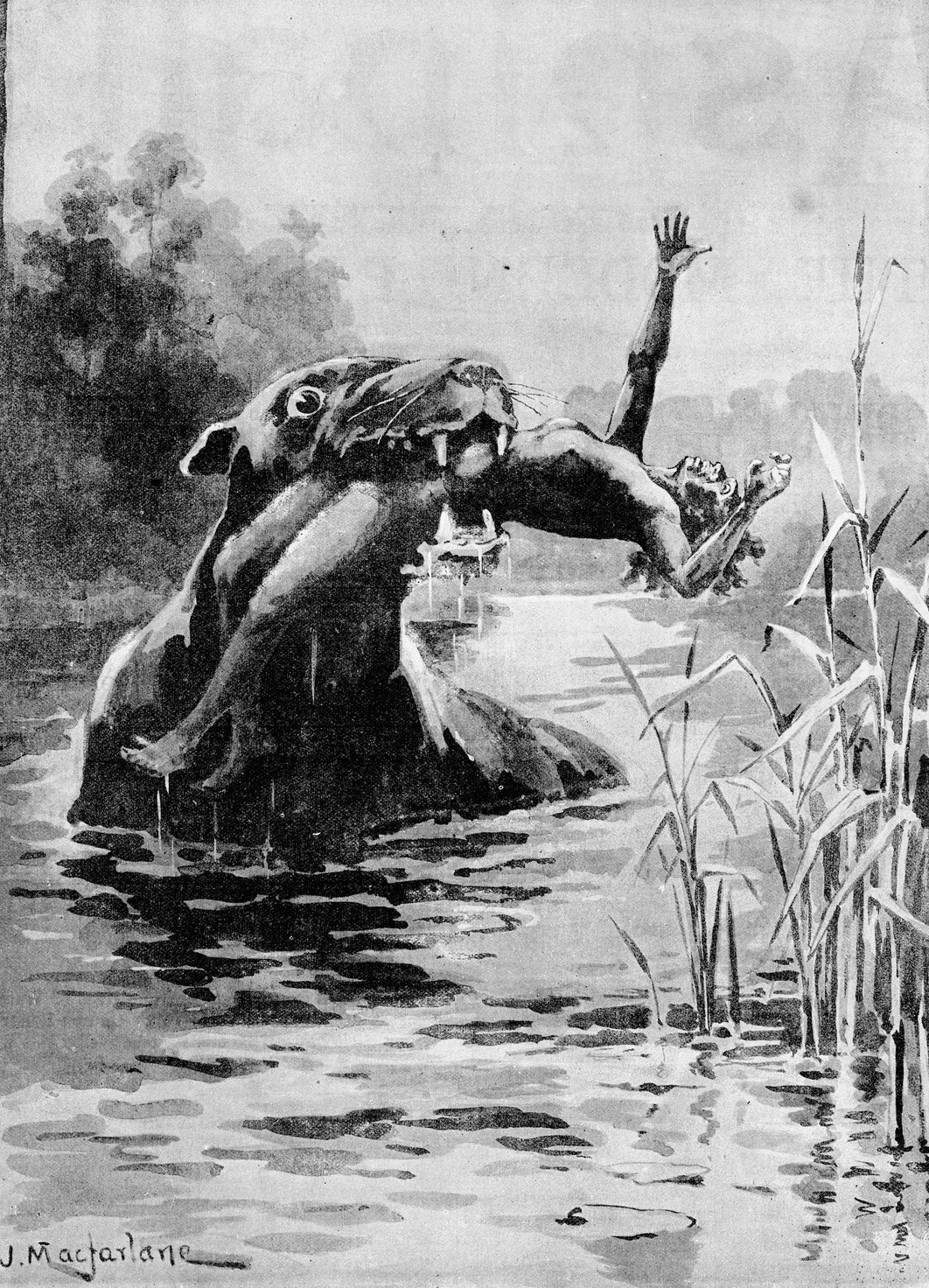
Малюнок 1890 року, що зображає буньїпа, який пожирає людину, з газети «Австралійські новини».

Буньїп — це істота з міфології аборигенів південно-східної Австралії, яка, за переказами, ховається в болотах, біллабонгах, струмках, руслах річок і криницях.

## Назва
Походження слова «буньїп» пов'язане з мовою вемба-вемба або вергайя аборигенів штату Вікторія, що на південному сході Австралії.
Сьогодні австралійські аборигени зазвичай перекладають слово «буньїп» як «диявол» або «злий дух». Цей сучасний переклад може неточно відображати роль буньїпа в доконтактній міфології аборигенів або його можливе походження до того, як про нього з'явилися письмові свідчення. Деякі сучасні джерела вказують на лінгвістичний зв'язок між буньїп і Бунджіл, «міфічною “Великою Людиною”, яка створила гори, річки, людину і всіх тварин».
Слово «буньїп» вперше з'явилося в Сіднейській газеті в 1812 році. Його використав Джеймс Айвз для опису «великої чорної тварини, схожої на тюленя, з жахливим голосом, який наводить жах на чорношкірих».

## Опис

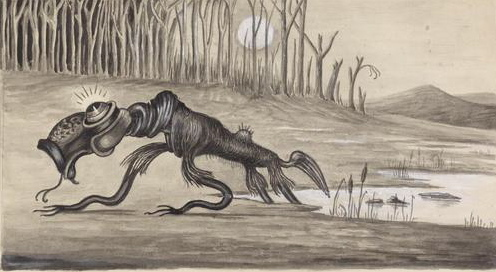
Книга «Bunyip» (1935) Джеральда Маркхема Льюїса з цифрової колекції Національної бібліотеки Австралії демонструє розмаїття описів легендарної істоти.

Буньїп є частиною традиційних вірувань та історій аборигенів по всій Австралії, тоді як його назва варіюється залежно від племінної номенклатури. У своїй книзі 2001 року письменник Роберт Холден визначив щонайменше дев'ять регіональних варіацій істоти, відомої як буньїп, на території аборигенної Австралії.